# 比斯特希德
比斯特希德是德国莱茵兰-普法尔茨州的一个市镇。总面积5.16平方公里，总人口245人，其中男性128人，女性117人（2011年12月31日），人口密度47人/平方公里。